# Biorbitella hesperia
Biorbitella hesperia är en tvåvingeart som först beskrevs av Curtis W. Sabrosky 1940.  Biorbitella hesperia ingår i släktet Biorbitella och familjen fritflugor. Inga underarter finns listade i Catalogue of Life.